# Apeadeiro de Ganfei
O Apeadeiro de Ganfei, originalmente denominado de Ganfey, é uma gare encerrada da Linha do Minho, que servia a localidade de Ganfei, no concelho de Valença, em Portugal.

## História
Este apeadeiro fazia parte do lanço da Linha do Minho entre Valença e Lapela, que entrou ao serviço em 15 de Junho de 1913.
Nos horários de Junho de 1913, o Apeadeiro de Ganfey era servido pelos comboios entre Porto-São Bento e Lapela.
Em 2 de Janeiro de 1990, a operadora Caminhos de Ferro Portugueses encerrou o lanço da Linha do Minho entre Valença e Monção.